# Народно читалище „Съгласие – 1905“
Народно читалище „Съгласие 1905“ се намира в град Българово, община Бургас.

## История
Първото българско читалище в с. Уруменикьой е основано през 1905 г. при активно участие на учителката Христина Андонова и Петър Стоянов. То е наречено „Борба“ и се помещава в къщата на Крум Боев, където отначало е настанено и основното училище. Първият председател на читалището е Петър Козарев, а първият библиотекар е учителят Васил Евтимов. Цялото имущество се е състояло само от един шкаф, няколко книги и няколко броя списания „Звездица“ и „Светлина“.